# Новоукраинка (город)
Новоукраинка (укр. Новоукраїнка) — город в Кировоградской области, административный центр Новоукраинской городской общины и Новоукраинского района.

## Географическое положение
Находится на реке Чёрный Ташлык.

## История
Земли сегодняшей Новоукраинки долгое время входили в состав Бугогардской паланки Войска Запорожского Низового.
Основан в 1754 году как крепость Павловск (при которой было создано военное поселение), в 1764 году получил название Новопавловск, в 1773 году — посад Павловский, в 1813 году — Павловск, в 1902 году — Новоукраинка. Находился в составе Елисаветградского уезда Херсонской губернии Российской империи.
В начале февраля 1918 года здесь была установлена Советская власть, но 18 марта 1918 года Новоукраинку оккупировали австро-немецкие войска (которые оставались здесь до ноября 1918 года), и до 1920 года поселение находилось в зоне боевых действий Гражданской войны.
5 марта 1930 года здесь началось издание газеты.
Точная цифра о количестве жертв Голодомора в архивах не сохранилась, но были старожилы, которые в 1960-х подсчитали потери от голода 1932—1933 на одной из улиц и сравнили с потерями Второй Мировой войны в Новоукраинке. Последние оказались вдвое меньшими.
В 1938 году получил статус города.
В ходе Великой Отечественной войны 5 августа 1941 года город был оккупирован наступавшими немецкими войсками.
17 марта 1944 года был освобождён советскими войсками 2-го Украинского фронта в ходе Уманско-Ботошанской операции:
- 5-й гвардейской армии в составе: 97-й гв. сд (генерал-майор Анциферов, Иван Иванович) 32-го гв. ск (генерал-лейтенант Родимцев, Александр Ильич); 16-й мехбригады (полковник Хотимский, Михаил Васильевич) 7-го мехкорпуса (генерал-майор т/в Катков, Фёдор Григорьевич).
- 5-й воздушной армии в составе: 1-го гв. штурмового авиакорпуса (генерал-лейтенант авиации Рязанов, Василий Георгиевич) в составе: 8-й гв. штурмовой авиадивизии (полковник Родякин, Фёдор Григорьевич), части войск 12-й иад (генерал-майор авиации Баранчук Константин Гаврилович).

Войскам, участвовавшим в боях за освобождение г. Новоукраинка и железнодорожного узла Помошная, приказом Верховного Главнокомандующего И. В. Сталина от 18 марта 1944 г. объявлена благодарность и в столице г. Москве дан салют 12-ю артиллерийскими залпами из 124 орудий.

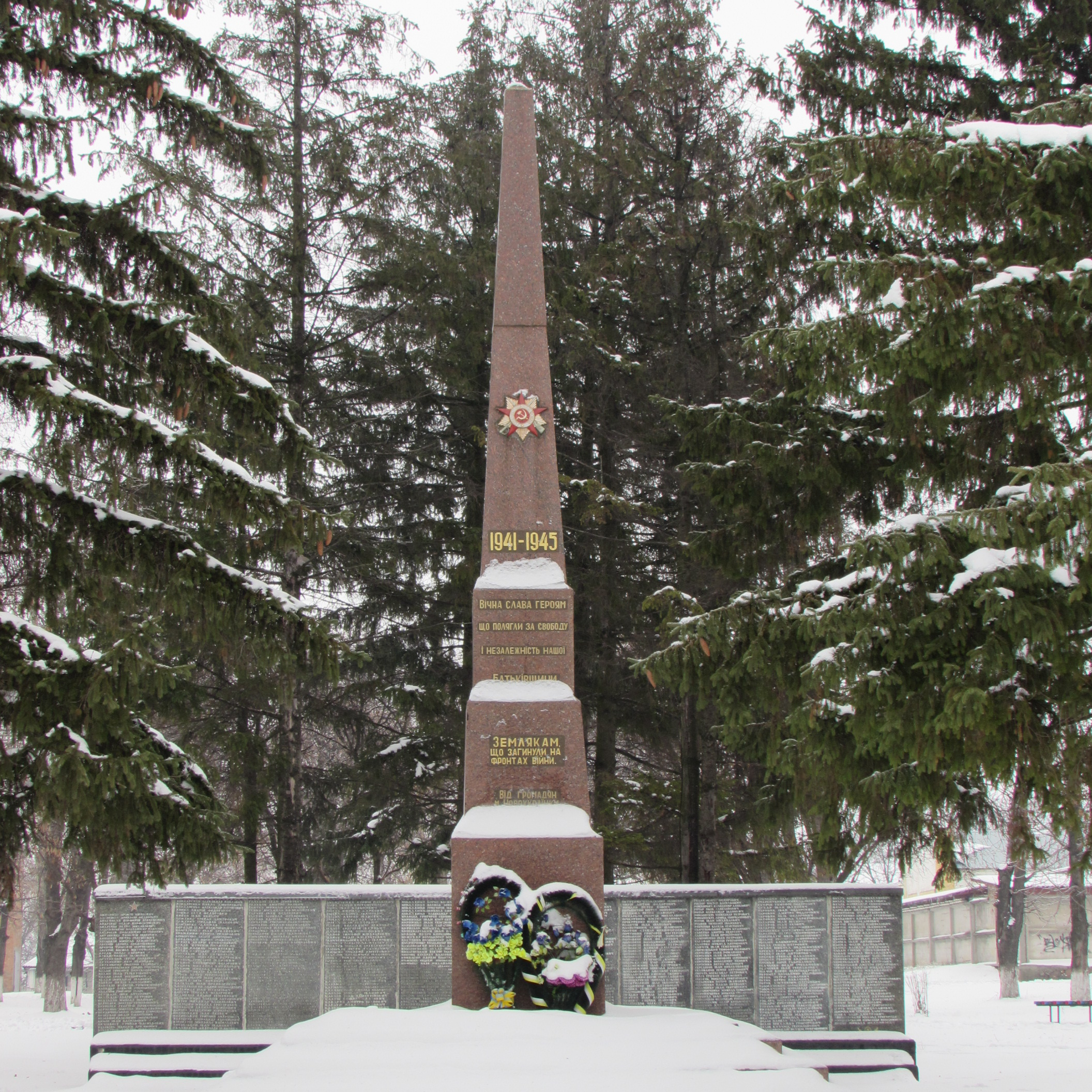
Обелиск Славы

Приказом Верховного Главнокомандующего И. В. Сталина от 29.03.1944 года № 072 в ознаменование одержанной победы соединения и части, отличившиеся в боях за освобождение города Новоукраинка и важного железнодорожного узла Помошная, получили наименование «Новоукраинских»:
- 7-й механизированный корпус (генерал-майор т/в Катков, Фёдор Григорьевич)
- 53-я стрелковая дивизия (генерал-майор Овсиенко, Андрей Евтихиевич)
- 213-я стрелковая дивизия (генерал-майор Буслаев Иван Ефимович)
- 45-я пушечная артиллерийская бригада (подполковник Русак, Антон Богданович)
- 114-й армейский гвардейский истребительный противотанковый артиллерийский полк (подполковник Павлик, Яков Григорьевич)
- 265-й гвардейский армейский пушечный артиллерийский полк (подполковник Богушевич, Иван Михайлович)
- 309-й гвардейский миномётный полк (подполковник Денисенков, Александр Илларионович)[13].

В 1954 году здесь действовали маслодельный завод, каменно-щебёночный завод, кирпичный завод, лесопитомник, госплемрассадник, пять средних школ, три семилетние школы, три начальные школы, средняя школа рабочей молодёжи, ветеринарный техникум, Дом культуры, 13 библиотек, кинотеатр и 10 клубов.
В 1974 году численность населения составляла 21 тыс. человек, здесь действовали щебёночный завод, кирпичный завод, сахарный завод, сыродельный завод, комбинат хлебопродуктов, мебельная фабрика и несколько других предприятий, а также филиал Кировоградского музыкально-драматического театра.
В 1982 году здесь действовали сахарный завод, завод продтоваров, комбикормовый завод, завод железобетонных изделий, комбинат хлебопродуктов, пищевой комбинат, мебельная фабрика, райсельхозтехника, райсельхозхимия, комбинат бытового обслуживания, 8 общеобразовательных школ, музыкальная школа, спортивная школа, больница, Дворец культуры и четыре Дома культуры, кинотеатр, восемь библиотек и восемь клубов.
В январе 1989 года численность населения составляла 20 675 человек, в это время крупнейшими предприятиями являлись сахарный завод, сыродельный завод и мебельная фабрика.
В мае 1995 года Кабинет министров Украины утвердил решение о приватизации находившихся в городе завода железобетонных изделий, сахарного завода, АТП-13546, карьера, сыродельного завода, райсельхозтехники и райсельхозхимии.

## Население
На 1 января 2025 года численность населения составляла 15 900 человек.

### Языковой состав
По данным переписи 2001 года 96,00 % населения города указали украинский язык родным, 2,98 % — русский, 1,02 % — другие языки.

## Транспорт
Ж.-д. станция на линии Помошная — Знаменка.

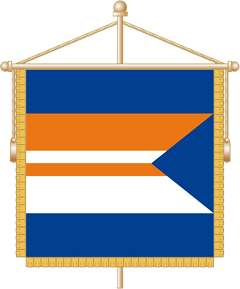
Штандарт городского головы Новоукраинки
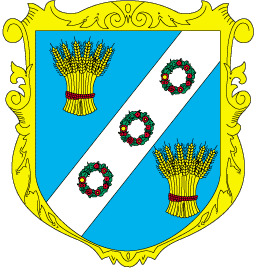
Прежний герб города (до 2.07.2011)

## Известные уроженцы
В городе родились:
- Боженко, Афанасий Иванович (1905—1982) — советский военный деятель, полковник (1943).
- Вальц, Юрий Владимирович (1897—1942) — советский военный деятель, полковник (1936).
- Горбатенко, Раиса Ивановна (род. 1947) — украинский музыкант, Народная артистка Украины.
- Грединаренко, Леонид Иванович (1902—1988) — советский военачальник.
- Зборовская, Фаня Исааковна (1897—1973) — организатор детского здравоохранения, охраны материнства и младенчества в СССР.
- Левицкий, Фёдор Васильевич (1858—1933) — актёр, режиссёр, театральный деятель.
- Сергиенко, Раиса Михайловна (1925—1987) — советская украинская оперная певица (сопрано). Народная артистка СССР (1973).
- Цертий, Николай Мефодиевич — Герой Социалистического Труда.